# Philipsbornite
La philipsbornite è un minerale appartenente al gruppo della dussertite descritta nel 1982 in base ad un ritrovamento avvenuto nel distretto di Dundas in Tasmania.
Il nome del minerale è stato attribuito in onore del mineralogista tedesco Helmut von Philipsborn.
La philipsbornite è l'analogo dell'arsenocrandallite e dell'arsenogoyazite contenente piombo rispettivamente al posto del calcio e dello stronzio, è l'analogo della plumbogummite contenente arsenico al posto del fosforo.

## Morfologia
La philipsbornite è stata scoperta sotto forma di masse compatte o croste terrose formate da aggregati a grana fine.

## Origine e giacitura
La philipsbornite è stata trovata associata alla crocoite.